# Краљевина Италија
Краљевина Италија се односи на Италију којом је владала краљевска династија Савоја од уједињења Италије 1860. до референдума о укидању монархије и успостављању републике 1946. године. Од 1922. до 1943. била је под диктатуром фашистичког лидера Бенита Мусолинија.
Иако победница у Првом светском рату, Италија је била захваћена економском кризом и незадовољством због изостанка награде за учешће у рату обећане Лондонским споразумом. Национализам захвата широке слојеве становништва. Бенито Мусолини, раније ангажован у радничком покрету, почиње да оснива фашистичке одреде назване према латинском facsio, што значи сноп и представља симбол слоге. У почетку на зборовима фашиста Мусолини је говорио и о демократским слободама и радничким правима. Касније су фашисти прешли на физичке обрачуне са социјалистима и комунистима. На изборима 1919. године добили су само 4000 гласова, али две године касније имали су 36 посланика од могућих 500. У наредним годинама овај покрет постаје масован. Припадници су носили црне кошуље (црнокошуљаши), а метода рада биле су уличне манифестације, зборови, пребијања, па чак и убиства политичких противника. Године 1921. фашисти су уједињени у Националну фашистичку странку. Октобра 1922. Бенито Мусолини и фашисти преузимају власт у Италији. Око 24000 чланова италијанске фашистичке партије марширало је из Напуља на Рим да би преузели власт. Њихов вођа, Бенито Мусолини, чекао је у Милану исход, спреман на бекство у Швајцарску ако преврат не успе. Како у Риму није било опозиције, краљ Виктор Емануел III понудио је Мусолинију да формира владу. У наредним годинама фашисти су укинули демократију у Италији, забрањен је рад свим другим партијама осим фашистичкој, основан је посебан суд за заштиту државе, радницима је забрањен штрајк. Сам Мусолини добио је титулу Ил Дуче (досл. „вођа”) и постао неприкосновена личност у држави.
Године 1935. италијанске снаге напале су независну афричку државу Етиопију уз помоћ авиона, хемијског оружја и оклопних возила. Друштво народа увело је економске санкције Италији, али оне нису имале посебан успех. Италија 1937. напушта Друштво народа. Италијански краљ проглашен је царем Абисиније, како су Италијани назвали новоосвојену државу. Етиопија остаје под италијанском контролом све до 1941. године. Италија 1939. напала и освојила Албанију. У Другом светском рату, Италија је капитулирала 3. септембра 1943. године.

## Територија
Краљевина Италија сматрала је својом територијом цело подручје данашње Италије. Територијални раст краљевине вршио се под процесом уједињења Италије све до 1870. године. Иако су данас у саставу Италије, Трст и Трентино-Јужни Тирол они нису били део краљевине све до 1919. године. Након Првог светског рата и Версајског и Сен-Жерменског споразума, Краљевини Италији су припали Горица, Трст, Истра, Кварнерска острва (Црес, Лошињ) Задар и далматинска острва Вис, Ластово, Палагружа, као и град Задар. Ријека је припојена Италији 1922. након Д'Анунциовог упада. За време Другог светског рата Краљевина Италија је проширила своју територију у Словенији до Љубљане и Саве. На источној Јадранској обали је проширила своје територије на цели Кварнер, а посредно је проширила своју власт на целу Далмацију које јој је препустио Павелићев режим и Црну Гору, Косово и делове западне Македоније, и на делове Грчке (Јонска острва, Епир, Киклади).
Осим територија на Апенинском полуострву и оближњих острва, Краљевина Италија је имала неколико колонија, протектората и марионетских држава, као што су Еритреја, Сомалија, Либија, Етиопија (након 1936) у Африци и Албанију и делове Грчке (Крф и острва Додеканез) у Европи и једну малу енклаву од 46 хектара у Тјенцину (Кина).Држала је и Београд у Србији, и Нови Пазар, такође у Србији, затим су држали и Марибор, Загреб, Тузлу.
Након Другог светског рата успостављене су границе данашње Италије.

## Историја Италије

### Уједињење Италије (1859–1870)
На таласу промена које је подстакнуо Наполеон настао је и Ризорђименто, револуционарни покрет за уједињење Италије. Рађање Краљевине Италије био је резултат напора италијанских радикалних револуционара с југа (Гарибалди) и монархиста са севера (Савојска династија), за стварање јединствене државе која би обухватала цело Апенинско полуострво и укинула власт бројних војводстава и средњовековних феудалних држава. Последња таква држава коју су кооптирали била је Папска држава 1870. Лидери Ризорђимента били су Ђузепе Мацини и Ђузепе Гарибалди, уз умерене и конзервативне грофа Кавура и Виктора Емануела II, који је постао први краљ уједињене Италије.

### Либерално раздобље
Након уједињења, најјача политичка снага Италије били су либерали, јер су десничари били разједињени, а левица је још била у повојима, тако да је премијер постао либерал Марко Мингети који је успевао остати на власти, додворавајући се левичарима (национализацијом железнице). Након њега 1876, на његово мјесто долази поново либерал Агостино Депретис и тиме је отпочело дуго раздобље либералних влада. То раздобље обележили су корупција, нестабилност владе, даљње осиромашење југа и крајње ауторитарни потези власти.
Депретис је почео да спроводи један експериментални политички програм, који је назвао трасформисмо (промене). По тој идеји, — места министара требало је да добијају умерени и стручни људи, који је требало да буду непартијски политичари. У стварности је овај план владавине добрих технократа био власт врло ауторитативних и јако корумпираних људи. На врло спорним изборима 1876, користећи методе притиска на кандидате, поново је победио Депретис. Након тога, како није имао озбиљније опозиције, владао је сам целом владом. За време његове владавине забрањена су јавна окупљања, а појединци који су сматрани опасним по власт осуђивани су на прогонство и затворе по врло удаљеним острвима. Међутим, Депретис је за време свог мандата, забранио робијање због дуга, увео је обавезно бесплатно основно школовање и укинуо дотад обавезну веронауку у основним школама.
Након избора одржаних 1887, премијер је постао Франческо Криспи који је почео с активнијом спољном политиком. Основа његове политике била је јачање Италије као светске силе, пуно је улагао у војску и био поборник италијанског експанзионизма и савезништва са Немачком. Италија се придружила Централним силама 1882. заједно с Немачком и Аустроугарском. Иако је и његов режим био ауторитаран, Криспи је спровео неке либералне реформе, попут здравства. За његовог мандата Италију је погодила велика криза, која се посебно осетила у пољопривреди.

#### Колонијализам
Након пада власти египатског кедива у Картуму 5. фебруара 1885, Италија је искористила британске тешкоће у Судану, и искрцала своје трупе у Масави. Затим је 1888. анектирала Масаву, прогласивши је својом колонијом Италијанском Еритрејом. Након седам година напала је и Етиопију. Међутим, за време Првог италијанско-абисинског рата етиопске снаге су уз руску помоћ присилиле италијанску војску на повлачење у Еритреју, што је доживљено као тежак пораз, и изазвало пад владе Криспија, а на међународном плану испало тешко понижење.

#### 5 влада Ђованија Ђолитија
Након избора 1892. премијер је постао Ђовани Ђолити. Иако је његова прва влада брзо пала, Ђолити је поново постао премијер 1903. и водио Италију све до 1914, на тај начин постао је први дуготрајни италијански премијер (водио је 5 влада). И његову владавину је такође обележила корупција међу разних владиним функционерима, као и намештање избора.
И за време његовог мандата, је у јужној Италији владало велико сиромаштво и глад, и масовна емиграција у обе Америке .
На таласу комадања Османског царства и Краљевина Италија се одлучила уграбити нешто, па је 1911, Италија је напала Либију. Након рата који је трајао годину дана, освојена је Либија. Иако је овај рат испао успешан по Италију, он није ишао у корист Ђолитијеве владе, јер га је на нож дочекала опозиција из редова Италијанске социјалистичке партије, у чему се посебно истицао тада пацифистичко расположени Бенито Мусолини, који је чак позивао грађане на насилно рушење владе. Ђолити је још једном добио изборе 1920. године и накратко водио земљу.

### Први светски рат

#### Предратна ситуација
У раздобљу пре Првог светског рата, Италија је на међународном плану имала проблема са својим дојучерашњим савезницама; Немачком и Аустроугарском, због окупације Либије. И односи с Француском су јако погоршани због италијанске подршке Пруској, а са Великом Британијом је Италија ушла у ривалски однос због италијанског захтевања да јој се призна њена сфера утицаја по Средоземном и Црвеном мору.
Снажно су погоршани односи и са Грчком, кад је Италија, због рата у Либији, превентивно окупирала острва Додеканеза (укључујући и острво Родос) са већинским грчким становништвом, који су номинално били под османским суверенитетом. Напетост је нарасла и због Албаније, око које су две земље имале опречне ставове.
Почетком 1914, Италију је тресла политичка нестабилност, бројни протести и сукоби и генерални штрајк. Иако је била чланица Централних сила, Краљевина Италија ни након избијања Првог светског рата, није ушла у рат, већ је остала неутрална. Италијанско друштво било је дубоко подељено око рата: социјалисти су се противили рату и подржавали пацифизам, док су националисти попут Габријелеа Д'Анунзија и Луиђија Федерцонија, уз овај пут преобраћеног Мусолинија захтевали укључење Италије у рат. Националисти су на рат, гледали као могућност да Италија помоћу њега дође до територија Аустроугарске која су насељавали Италијани.
Италија је 1915. тајним споразумом у Лондону издала дојучерашње савезнике из Централних сила и придружила се Антанти, због обећаних територија Аустроугарске где су живели Италијани, бројних делова источне обале Јадрана и део немачких колонија у Африци. Ова одлука одушевљено је дочекана у редовима националиста и империјалиста, али су против ње били либерали, и сам либерални премијер Ђовани Ђолити.

#### Ток рата
Иако је почетак ратног похода против Аустроугарске био успешан будући да је Италија имала бројчану предност, а аустроугарска војска била је распршена на фронтовима у Србији и Русији, та предност никад није до краја искориштена зато што је италијански командант Луиђи Кадорна инсистирао на директном нападу на Аустроугарску како би покушао окупирати словенско подручје и Љубљану. Овим нападом би Италијани дошли близу Беча, али су свих једанаест напада пропали уз бројне жртве. Следеће године (1916), аустроугарска војска је у противофанзиви успела одбацити италијанску војску све до Вероне и Падове.
Након тога је италијанска војска у лето 1916, организовала противофанзиву, те је након низа
неуспелих напада, на крају ипак успела заузети Горицу. Склапањем Брест-литовског мира Централне силе су се отарасиле Русије, па су се немачке и аустроугарске снаге са већом жестином бациле у напад на Италију. Упркос почетним успесима, тај нови удар зауставила је италијанска војска код реке Пијаве.
Након бројних исцрпљујућих битака у којима се фронт практично није помицао, Аустроугарска се почела урушавати, тако да је потписано примирје 11. новембра 1918, чиме се завршио Први светски рат у којем је Краљевина Италија завршила као једна од победница.
За време рата, војска Краљевине Италије учествовала је у савезничким нападима на Османско царство где је заузела подручја у Анадолији (око Анталије) и Палестини. У том рату је Италија изгубила око 700.000 војника, а дефицит државе износио је 12 милијарди лира.

#### Послератна ситуација
Након рата, италијански премијер Виторио Емануеле Орландо састао се с британским премијером Дејвидом Лојдом Џорџом, француским председником Жоржом Клемансоом и америчким председником Вудроом Вилсоном у Версају на разговорима о будућим границама Европе.
На тим преговорима Италија је добила мало територија, јер је амерички председник Вилсон обећао слободу формирања властитих националних држава свим европским народима. Тако да након Версајског уговора није добила Далмацију и Албанију као што јој је раније обећано Лондонским споразумом. Италија је извисила при подели немачких афричких колонија, које су себи приграбиле Велика Британија и Француска. И поред свих тих чињеница председник владе Виторио Орландо потписао је Версајски споразум, што је довело до побуне против његове владе.
Незадовољан овим мировним преговорима, италијански националиста Габријеле Д'Анунцио са својим црнокошуљашима заузео Ријеку у септембру 1919. и оснива Ријечку државу у којој није дуго владао, након тога Ријека је анектирана од Италије 1924. године. Многе Д'Анунцијеве методе освајања маса, говор, одећу (црне кошуље) преузео је будући лидер фашиста Мусолини.

### Фашистичко раздобље

#### Рађање фашистичког покрета
Бенито Мусолини кренуо је у политику као припадник Италијанске социјалистичке партије, али је из ње избачен 1914. због своје отворене подршке рату против Аустрије. То је био његов велики обрт, јер се пре Првог светског противио регрутацији и окупацији Либије, а био је и уредник службених новина социјалистичке партије Аванти!. Касније је основао своје властите новине Народ Италије у којима је позивао социјалисте и друге левичаре да подрже рат. Због жеље да придобију Италију на страну Антанте, Француска, Британија и Русија су финансијски помагале излажење тих новина. Ове новине су касније постале фашистички гласник.
Након рата и Версајског уговора, Мусолини ствара свој борбени савез Фасци ди Комбатименто који се противио пацифизму Италијанске социјалистичке партије. Иако су фашисти у почетку нагињали левици и подржавали многе либералне идеје, 15. априла 1919. почињу с политичким насиљем нападајући канцеларије социјалистичког гласила Аванти!. Након почетних неуспеха, Мусолини је реорганизовао ову групу, идеолошки се дистанцирао од левице и 1921. претвара је у Националну фашистичку партију. Његова партија је преузела од Д'Анунција бројна националистичка обележја, а сам Мусолини је променио своју изворну идеологију и почео подржавати Католичку цркву и престао да се противи монархији. Подршка фашистима је почела расти од 1921, а многи официри италијанске војске који су подржавали фашисте искористили су свој положај за контрареволуционарне нападе на социјалисте.
Либерал Ђолити је добио изборе 1920, и постао премијер по пети пут, али његова влада је била врло слаба због јаке социјалистичке опозиције. Због тог је Ђолити, додао на своју изборну листу 1921. године и Националну фашистичку партију, јер је помоћу њих хтео обуздати социјалисте. Како Ђолити није успео скупити довољно мандата за коалицију, фашисти су заједно са социјалистима изгласали неповерење влади Ђолитија. Мусолини је захваљујући бројним говорима, потплаћивању и застрашивању врло брзо постао доминантна особа у италијанској политици, придобијајући уз себе бројне друге политичаре.
У октобру 1922, Мусолини је искористио општи штрајк и почео захтевати од италијанске владе да власт препусти његовој фашистичкој партији. Део фашиста кренуо је на марш преко целе Италије до Рима (марш на Рим) тврдећи да ће фашисти поново успоставити ред. Сам Мусолини није учествовао у маршу. Фашисти су захтевали оставку премијера Луиђија Факте и проглашавање Мусолинија за председника владе. Иако је италијанска војска могла лако растерати око 60.000 фашистичких црнокошуљаша, италијанска влада с краљем Виктором Емануелом III пала је у кризу. Тиме је краљ стављен у ситуацију да мора бирати између два супротстављена италијанска покрета: Мусолинијевих фашиста или антимонархистичких социјалиста. Краљ је изабрао долазак фашиста на власт.

#### Мусолинијева диктатура
Дана 28. октобар 1922, Виктор Емануел III поставио је Мусолинија на место премијера и омогућио Фашистичкој партији испуњење свих њихових амбиција све док подржавају монархију. Мусолини је развио култ личности којим се он сматрао националним спаситељем, а његови присталице називали су га вођом (дуче). Ступањем на власт, Мусолини је ушао у коалицију с националистима, либералима и народњацима. Ипак, ови почетни демократски уступци убрзо су нестали, па је већ идуће године изборни закон промењен тако да је Фашистичка партија након избора 1924. постала једина владајућа партија у Италији.
Након избора убијен је социјалиста Ђакомо Матеоти који је позивао на поништење избора због нерегуларности. Након овог убиства социјалисти су отишли из парламента, што је омогућило Мусолинију спровођење још ауторитарнијих закона. Године 1925, Мусолини је прогласио фашистичку диктатуру.

#### Италијанско друштво у време фашистичког режима
Фашистички режим тежио је једнопартијском друштву у Италији и интеграцију фашизма у све поре друштва. Тоталитарна држава службено је проглашена у Доктрини фашизма 1935. године. Фашисти су намеравали изменити италијанско друштво и културу по узору на Антички Рим, с неким примесама идеја из футуризама италијанских интелектуалаца и уметника. У овом друштву које је требало да смањи осећај индивидуалности појединца, само би чланови Фашистичке партије били пуноправни грађани. Упркос покушајима стварања нове фашистичке културе, италијански фашисти нису имали толико великог успеха у измени друштва као што су имали Нацистичка Немачка и СССР.
За време овог режима велики значај имала је пропаганда која је промовисала Мусолинијев култ личности. Чак су донесени закони да се пропагандни материјали морају приказивати пре свих филмова у биоскопима. Године 1926, Италија је постала прва држава која је извршила ваздушну експедицију на
Северни пол. Односи с црквом су знатно побољшани за време Мусолинијевог режима, поготово након Мусолинијевог савеза с изразито клерикалном Италијанском народном партијом. Након склапања Латеранских уговора 1929. са папом, знатно су побољшани односи Италије с црквом, а Ватикан је добио сувереност.

#### Економија
Мусолини и његова фашистичка партија обећале су Италијанима изградњу новог економског система којег су они назвали корпоративизам. У суштини је то била једна подваријанта социјализма, у којем су средства за производњу номинално остала у рукама приватних власника, али под строгим надзором и управом од стране државе.
Службено је доктрину фашизма написао Мусолини 1935, али вероватно је то било дело Ђованија Ђентилеа. Он је описао улогу државе у стварању корпоративистичке економије. Пошто је Велика економска криза погодила светску економију 1929, и фашистички режим је попут других земаља, донео гомилу протекционистичких мера и покушао поставити темеље за оздрављење домаће привреде. Већ у лето 1930, њихове мере су уродиле плодом, јер је Италија повећала производњу пшенице, тако да је није морала увозити из Канаде и Америке. Истина смањио се број површина под поврћем и воћем, па се ту осетио мањак, а ни сељаци нису осетили ништа од тог повећања производње, јер су им нарасли порези. И односи на селу остали су исти јер је само 0,5% становништва поседовало 42% свих обрадивих површина у Италији. Ипак је велика криза погодила Италију мање него друге земље, раст индустријске производње је између 1913—1938. био чак и већи од Немачке за исто временско раздобље, само су Уједињено Краљевство и Скандинавија имале већи индустријски раст у том раздобљу. Но тешки терет, представљале су колоније, које су почеле гутати гомилу новца и чији је буџет непрестано растао јер се требало пуно улагати у изградњу инфраструктуре.
Фашистички режим много је улагао у технички напредак. Тако је 1933. пуштен у промет прекоокеански брод СС Рекс који је успио прећи Атлантик за четири дана, а финансирани су и бројни други технички пројекти који је требало да симболизују индустријски и технолошки напредак фашистичке државе. Изграђен је први аутопут на свету Торино-Милано 1932. (започет 1927)

#### Социјална политика
Фашистички режим је увео бројна побољшања у социјалној политици и на тај начин ублажити тешкоће које су наступиле након Велике економске кризе, — једна од тих мера било је бесплатно основно здравствено осигурање за све Италијане.
Једним од највећих успеха фашистичког режима у Италији сматра се стварање ОНД-а (Опера Назионале Дополаворо) 1925, који је био највећа рекреацијска организација за одрасле. До 1930. је у сваком граду у Италији постојао клуб Дополаворо који је свеукупно био задужен за 11 000 спортских игралишта, преко 6 400 библиотека, 800 биоскопа, 1 200 позоришта и преко 2 000 оркестара. Подстакнути успехом у Италији, Немачка је такође створила своју верзију тог програма названим Kraft durch Freude (KdF).
Иако је у прво време фашистички режим у Италији био мање репресиван од других тоталитарних држава, под притиском Нацистичке Немачке је 1938. уведена политика антисемитизма. Ова политика била је изузетно непопуларна у Италији и у самој Фашистичкој странци чији су многи чланови били Јевреји. Фашисти су при крају рата у сарадњи с нацистима депортовали Јевреје у
концентрационе логоре, али су ти логори ипак донекле били мање брутални од логора које су контролисали Немци.

#### Спољна политика
Фашисти су намеравали створити од Италије велику силу, нешто попут модерне варијанте Римског царства. Тако им је опсесија била — доминација над Средоземним морем, коју су намеравали остварити милом или силом. Због тог су кренули у низ ратова, како би овладали обалом Африке, Далмације, Албаније и Грчке који је требало да постану делови Италијанског царства.
Након Грчко-турског рата 1919—1922, Италија је окупирала део Анадолије (Анталија), али је фашистички режим је то уступио новој турској влади Кемала Ататурка. Заузврат су Италијани добили право на анексију егејских острва Додеканеза. Преговорима с Британијом 1925, проширена је италијанска колонија Либија на дотад недефинисано подручје између Либије и Египта. У поновним преговорима с Британцима 1934, територија ове колоније проширена је и на део Судана који је дотад био под британском управом. Ови уступци су вероватно изнуђени због добрих односа између Италије и Велике Британије за време Првог светског рата.
Мусолини је постао савезник Француске и Велике Британије против агресивне политике Нацистичке Њемачке. Тим стратешким савезом Мусолини хтио задобити њихову подршку, за колонизацију Етиопије. Након тога отпочео је Други италијанско-абисински рат у којим је Италија извршила нападе на Етиопију из Еритреје и Италијанске Сомалије. Етиопија је заузета у мају 1936. након тог отпочела је колонизација те брдовите земље, покушана педесет година раније. Ипак због тог је Италија убрзо изолована у Друштву народа, а Француска и Велика Британија су прекинуле савезништво с Мусолинијем.
У Европи је Мусолини 1923. заузео грчки острво Крф, што је био део његовог плана за заузимање Грчке. Упркос губитка Крфа, Грчка није ушла у рат с Италијом. Две године касније, Италија је присилила Албанију да постане италијански протекторат, што је такође био део плана о даљем продору у Грчку преко Епира. Фашистима је заузимање Крфа било важно због тога јер је то острво био дуго времена у поседу Млетачке републике као и остала јонска острва. Мусолини је будно пратио и догађаје у Краљевини Југославији на чије обалне територије је имао претензије. У циљу дестабилизације Југославије је 1929, одобрио политички егзил хрватском екстремном националисти Анти Павелићу, касније је његова фашистичка влада финансијски и организационо у опремању и увежбавању Павелићевих усташа. Ипак, најзначајнији предратни војни ангажман фашистичког режима била је интервенција 1936. у у Шпанском грађанском рату на страни профашистичког пучистичког генерала Франсиска Франка, а против социјалистичко-републиканске владе. Италија је шпанским националистима послала бројне авионе, оружје и преко 60.000 војника. Овај рат је помогао увежбавање италијанске војске, а такође је служио и побољшању односа с Црквом. Шпанским националистима помагала је и Хитлерова Немачка, тако да је ово био први рат у којем су се поновно заједно бориле италијанске и немачке снаге још од Аустријско-пруског рата. Италија је хтела искористити ситуацију у Шпанији како би проширила свој утицај на Средоземљу, па је у ово време изградила многе ратне бродове како би учврстила свој положај.
Када је Немачка припојила Чехословачку, Мусолини је одлучио заузети Албанију. Дана 7. априла Италија је напала Албанију коју је заузела након краће борбе. Албански парламент је крунисао Виктора Емануела III за краља Албаније.

#### Односи с нацистичком Немачком
Мусолини и италијански фашисти нису били задовољни доласком нациста на власт у Немачкој упркос идеолошким сличностима. Фашисти су се бојали да би Хитлеров план за уједињење свих немачких земаља могао укључити и оне делове Италије који су пре били део Аустрије. С друге стране многим нацистима Мусолини и фашистичка Италија се нису баш допадали, али Хитлер је био фасциниран Мусолинијевим говорничким способностима и култом који је он направио у Италији, па је почео копирати добар део фашистичке симболике у иконографију немачке Нацистичке партије, попут римског поздрава и паравојних група за политички притисак и насиље над противницима. Хитлер је по узору на марш на Рим спровео и свој властити неуспели Пивнички пуч.
Хитлер се пуно трудио око Мусолинија и покушавао придобити његову политичку наклоност, будући да се овај није превише обазирао на његову политичку активност. Мусолини се противио Хитлеровом антисемитизму, између осталог и зато што је велики број италијанских фашиста био јеврејског порекла, између осталог и његова љубавница, иначе директорка фашистичке пропаганде Маргарита Сарфати била је Јеврејка. Мусолини се такође противио немачким жељама за Аншлусом Аустрије након убиства председника Енгелберт Долфуса 1934, чак је обећао Аустрији војну помоћ у случају напада Немаца.
Пошто је Италија остала изолована на међународном плану 1936, морала је почети сарађивати с Немачком како би бар делимично поправила свој положај. Две државе склопиле су Осовински пакт који је касније 1940. прерастао у Тројни пакт кад му се прикључио Јапан. Након побољшања односа с Италијом, Хитлер је 1938. анектирао Аустрију, а касније и Судетску област и Чехословачку. Исфрустриран тим Хитлеровим успесима, и да не би испао мање важан, Мусолини је напао и заузео Албанију. Ипак након припајања Аустрије у Трећи рајх, фашистички је режим постао забринут због већинског немачког становништва у Јужном Тиролу и због њихове могуће жеље за прикључивањем Рајху. Дилеме су се такође водиле и око спровођења антисемитске политике, јер је то било потребно како би се удобровољили они нацисти који нису желели Италију за савезника. Мусолини је 1938, присилио чланове своје Фашистичке партије на доношење антисемитских закона, упркос противљењу многих фашиста и слабој подршци тим законима по целој земљи. Годину дана након тога, италијански фашисти почели су захтевати од Хитлера да прихвати план италијанске владе према којем би се сви Немци из Јужног Тирола или иселили или прихватили италијанизацију. Пошто је Хитлер пристао на тај план, неутрализована је јужнотиролска опасност.
Пред сам почетак рата Хитлер и Мусолини често су се појављивали заједно и непрестано наглашавали блискост италијанског фашизма и немачког нацизма. Обе земље су у Француској гледале природног непријатеља и свака је имала територијалних претензија према њој; Немци су желели припојити Алзас и Лорену, а Италијани Савоју и Корзику.

### Други светски рат и слом фашистичког режима
Нападом Немачке на Пољску у септембру 1939. започео је Други светски рат у
којем се Италија није одмах придружила Немачкој, него је чекала неутрализацију Француске. Тек је у време битке за Француску 10. јуна 1940. ушла у рат, објавивши рат Француској и Великој Британији, испунивши тако уговорне обавезе из Челичног пакта. Италија се надала да ће повратити Савоју, Корзику и Ницу, а и да ће моћи преотети француске колоније Тунис и Алжир. Али се гадно разочарала, кад је Немачка потписала примирје с генералом Филипом Петеном, и пристала на оснивање Вишијевске Француске, која је задржала све.
Највећа снага италијанске војске била је Краљевска ратна морнарица у коју је Италија годинама инвестирала, и која је тад била четврта морнарица по снази своје флоте на свету. Британска морнарица стационирана на Медитерану (Малта, Александрија, Гибралтар) изненадно је напала авионима италијанску флоту 1940. стационирану у луци Таранто чиме је унела страх међу Италијане, тако да је након тога италијанска морнарица, била у сталној дефанзиви. Даљим ратним операцијама британска морнарица нанела је озбиљне ударце италијанској морнарици, нарочито након битке код рта Матапана, кад су потопљене крстарице Пола, Зара и Фиуме чиме је уништена највећа предност Италије. Инфериорност Италије у односу на Немачку први пут се јасно видела у Грчко-италијанском рату (1940—1941) који је завршио поразом за лоше опремљену италијанску војску, која је запела у брдима Епира. Стање се променило тек кад је Немачка ушла заједно с Италијом у нови ратни поход на подручје Балкана, тад је уништена Краљевина Југославија, на чијем је подручју су основане марионетске државе; Љубљанска покрајина Леона Рупника, Независна Држава Хрватска Анта Павелића, Независна Држава Црна Гора Секуле Дрљевића и Краљевина Албанија које су биле италијанске и немачке марионетске државе, док је у окупираној Србији постављена марионетска влада Милана Недића. Краљевина Италија је поставила свог принца Ајмонеа из Савојске династије као краља Независне Државе Хрватске, и припојила себи велики део Далмације и бројна хрватска острва. Након успостављања војне контроле над источном обалом Јадрана и војне контроле над Албанијом, Црном Гором и Грчком, Италија је у потпуности контролисала Јадранско, Јонско и Егејско море.
Италијанска војска је у складу са стратегијом Тројног пакта напала британски Египат 1940, али је убрзо одбачена назад у Либију. На то је ускочила Немачка и послала свој Немачки афрички корпус под командом генерала Ервина Ромела да појача притисак на Египат и пресече савезничку комуникацију Суецким каналом. На афричком бојишту највише је подбацила Италијанска краљевска морнарица која није била у стању због сталних британских напада на транспортне конвоје осигурати довољни дотур ратног материјала својим и немачким јединицама. Упркос укорењеном мишљењу о кукавичлуку италијанске војске, — мора се признати да се и она храбро борила, као нпр. италијанска падобранска бригада која је успешно задржала Британце и Французе за време прве битке код Ел Аламејна, или одред људи-жаба који је смело извео напад на луку у Александрији. На папиру је 1942. Италија држала велике делове територија широм Средоземља и Црвеног мора. Упркос великом територијалном проширењу, Италијанско царство почело се урушавати због привредног колапса, јер италијанска привреда није могла издржати толики напор рата и окупације врло удаљених земаља. Италију су тешко погађала и велика разарања индустријских погона које су изазвала савезничка бомбардовања, све већи недостатак сировина, а и бројни порази на бојном пољу. И поред Ромелових почетних успеха, поход у северној Африци почео се ломити крајем 1942. године, а у потпуности је пропао губитком Туниса и повлачењем задњих немачких и италијанских снага на Сицилију 1943.
Након Савезничке инвазије Сицилије 10. јула 1943, отпочело је убрзано урушавање фашизма. Савезничко напредовање на Сицилији на тренутак су зауставиле немачке снаге, али је Сицилија пала већ 17. августа 1943. Након пада Сицилије, Савезници су се искрцали у Италији у септембру 1943. и наставили продор према Напуљу и Барију, а Мусолинијев фашистички режим постао је потпуно зависан од немачких снага, јер су италијанске јединице постале потпуно деморализоване.

### Бадољова влада
Због општег друштвеног расула и тешких пораза, Мусолини је у лето 1943. изгубио подршку чак и у редовима властитог покрета. Први корак у његовом паду било је његово смењивање с места председника Фашистичке партије 24. јула 1943. Два дана касније 26. јула 1943. краљ Виктор Емануел III службено је сменио Мусолинија са места премијера, а на његово место поставио генерала Пјетра Бадоља. Одмах након аудијенције код краља Мусолини је ухапшен. Бадољова влада укинула је сва обележја фашистичког режима забраном рада Фашистичког покрета. Италија је тада потписала примирје са савезничким војним снагама, а Краљевина Италија се придружила Савезницима у борби против Трећег рајха.
Ипак, Мусолинијева ера у Италији се није завршила, будући да су га немачки падобранци под вођством Ота Скорценија спасили из планинског хотела где је био затворен. Пребачен је на север где је основао у Салоу на језеру Гарда Италијанску Социјалну Републику коју су заправо контролисали Немци уз све слабију подршку задртих италијанских фашиста.

### Грађански рат (1943—1945)
Након тога у Италији се распламсао и покрет отпора, од грађанске непослушности, демонстрација, попут оних из Рима 1943, против немачких окупационих снага, до бројних партизанских јединица које су осниване широм Италије, а које су добрим делом водили комунисти или социјалисти.
Мусолинија су на крају заробили италијански партизани из прокомунистичке бригаде Гарибалди док је покушавао побећи из земље у Швајцарску 27. априла 1945. Већ следећег дана 28. априла је стрељан након кратког суђења. Након тога његов леш и леш његове љубавнице Кларе Петачи уз 15 других стрељаних фашиста (махом министара из његове владе) изложен је у Милану, где их је руља унаказила. Тела су на крају обешена на тргу Бабила и јавно показана као реакција на патње италијанског народа под фашистичким режимом. Последње веће немачке снаге предале су се 2. маја 1945. и тиме је рат у Италији био завршен (у Трсту тек 8. маја).

### Распад Краљевине Италије
По завршетку Другог светског рата, Италија се нашла у великој кризи, што због великих разарања, што због привредног расула, али и због великог броја избеглица из бивших прекоморских земаља. Италијанско друштво поделило се на два непомирљива блока (десне и леве), а широм земље владала је општи бес према монархији која је одобравала фашистички режим задњих двадесет година. Италијанима је сметала чињеница да живе под окупацијом Савезника, након 3 године живота под окупацијом Немаца.
Чак и пре доласка фашизма, на монархију се гледало као на промашај и историјски анахронизам, јер је Италија остала подељена између богатог севера и сиромашног југа. Након пада фашизма поновно се пробудио италијански републикански покрет, а италијански комунисти постали су друга политичка снага у земљи, и захтевали преобликовање земље у духу социјализма.
Након абдикације Виктора Емануела III 1946. године, његов син и нови краљ Умберто II је под претњом грађанског рата, био присиљен расписати референдум о будућности монархије. Након референдума на којем је 54% гласача гласало за републику, 2. јуна 1946. Италија је службено постала република. Умберто II је абдицирао, а у новој републици забрањен је улазак у земљу свим мушким члановима Савојске династије. Ова забрана повучена је тек 2002. године.

## Краљеви Италије
- Виктор Емануел II (1861—1878)
- Умберто I (1878—1900)
- Виктор Емануел III (1900—1946)
- Умберто II (1946)

## Ратови
- Турско-италијански рат
- Први светски рат
- Други италијанско-абисински рат
- Други светски рат
  - Медитерански рат
  - Грчко-италијански рат
  - Северноафрички фронт